# Teonthar
Teonthar är en ort i Indien.   Den ligger i distriktet Rewa och delstaten Madhya Pradesh, i den centrala delen av landet, 600 km sydost om huvudstaden New Delhi. Teonthar ligger 117 meter över havet och antalet invånare är 16 578.
Terrängen runt Teonthar är platt norrut, men söderut är den kuperad. Terrängen runt Teonthar sluttar norrut. Runt Teonthar är det tätbefolkat, med 319 invånare per kvadratkilometer. Teonthar är det största samhället i trakten. Trakten runt Teonthar består till största delen av jordbruksmark.